# Miguel Ángel Alario y Franco
Miguel Ángel Alario y Franco (Madrid, 15 de gener de 1942) és un químic espanyol, acadèmic de la Reial Acadèmia de Ciències Exactes, Físiques i Naturals, de la que n'ha estat president.

## Biografia
Estudià el batxillerat a l'Institut San Isidro de Madrid. El 1970 es va doctorar en Ciències Químiques a la Universitat Complutense de Madrid i després va ampliar estudis a Anglaterra, País de Gal·les i Itàlia. Va ser Professor visitant de Cambridge, Grenoble i Berkeley. El 1973 tornà a Espanya i el 1976 va obtenir la càtedra de química inorgànica a la Universitat Complutense de Madrid, on fou degà de la facultat de Ciències Químiques de 1986 a 1994.
Ha estat el Fundador i primer President del Grup de Química d'Estat Sòlid (GEQUES) de la Reial Societat Espanyola de Química i el 2003 president de la Gordon Research Conference en Química de l'Estat Sòlid. El 1991 fou escollit acadèmic de la Reial Acadèmia de Ciències Exactes, Físiques i Naturals, en la que va ingressar amb el discurs De superconductores y otros materiales i de la que en fou president de 2009 a 2012.
Ha rebut, entre altres premis, el Premi Rei Jaume I en Ciència de Materials (1991) i el Premi d'Investigació "Miguel Catalán" de la Comunitat de Madrid (2010).

## Obres
- Cosmología astrofísica: Cuestiones fronterizas amb J. L. Sánchez Gómez i Julio A. Gonzalo, Alianza Editorial, 1995. ISBN 978-84-206-2811-0
- Superconductividad amb José Luis Vicent López, EUDEMA Universidad, 1991. ISBN 84-7754-072-1
- Microdominios bi y tridimensionales en óxidos metálicos relacionados con la estructura perovskita Madrid: Real Academia de Ciencias Exactas, Físicas y Naturales de Madrid, 1986. ISBN 84-600-4542-0